# Влашковци
Влашковци су насељено мјесто у општини Козарска Дубица, Република Српска, БиХ. Према попису становништва из 1991. у насељу је живјело 330 становника.

## Становништво
По посљедњем службеном попису становништва из 1991. године, насељено мјесто Влашковци имало је 330 становника.
| Националност       | 1991. | 1981. | 1971. |
| Срби               | 315   |       |       |
| Југословени        | 15    |       |       |
| остали и непознато | 1     |       |       |
| Укупно             | 330   | '     | '     |

| Демографија | Демографија | Демографија |
| Година      | Становника  | Становника  |
| ----------- | ----------- | ----------- |
| 1948.       | 420         |             |
| 1953.       | 372         |             |
| 1961.       | 429         |             |
| 1971.       | 429         |             |
| 1981.       | 411         |             |
| 1991.       | 330         |             |

## Знамените личности
- Миле Мећава, народни херој Југославије